# Avenue de Brabois
Cet article traite de l'avenue de Brabois. Pour le relief, consulter l'article Plateau de Brabois
L'avenue de Brabois est une voie de la ville de Nancy, dans le département de Meurthe-et-Moselle, en région Lorraine.

## Situation et accès
Au sein du territoire communal de la ville de Nancy, l'avenue de Brabois se place à sa périphérie sud-ouest, au sein du quartier Haussonville - Blandan - Donop. Les parcelles du côté pair de la voie, ainsi que son extrémité occidentale, sont comprises au sein de la commune de Villers-les-Nancy.
De forme rectiligne, la voie va de l'est vers l'ouest du boulevard d'Haussonville au Boulevard des Aiguillettes.
L'avenue a une circulation automobile à double sens. Elle est desservie par deux arrêts “Louis Armand” et “Avenue de Brabois” de la ligne de Bus no 10  du réseau Stan.

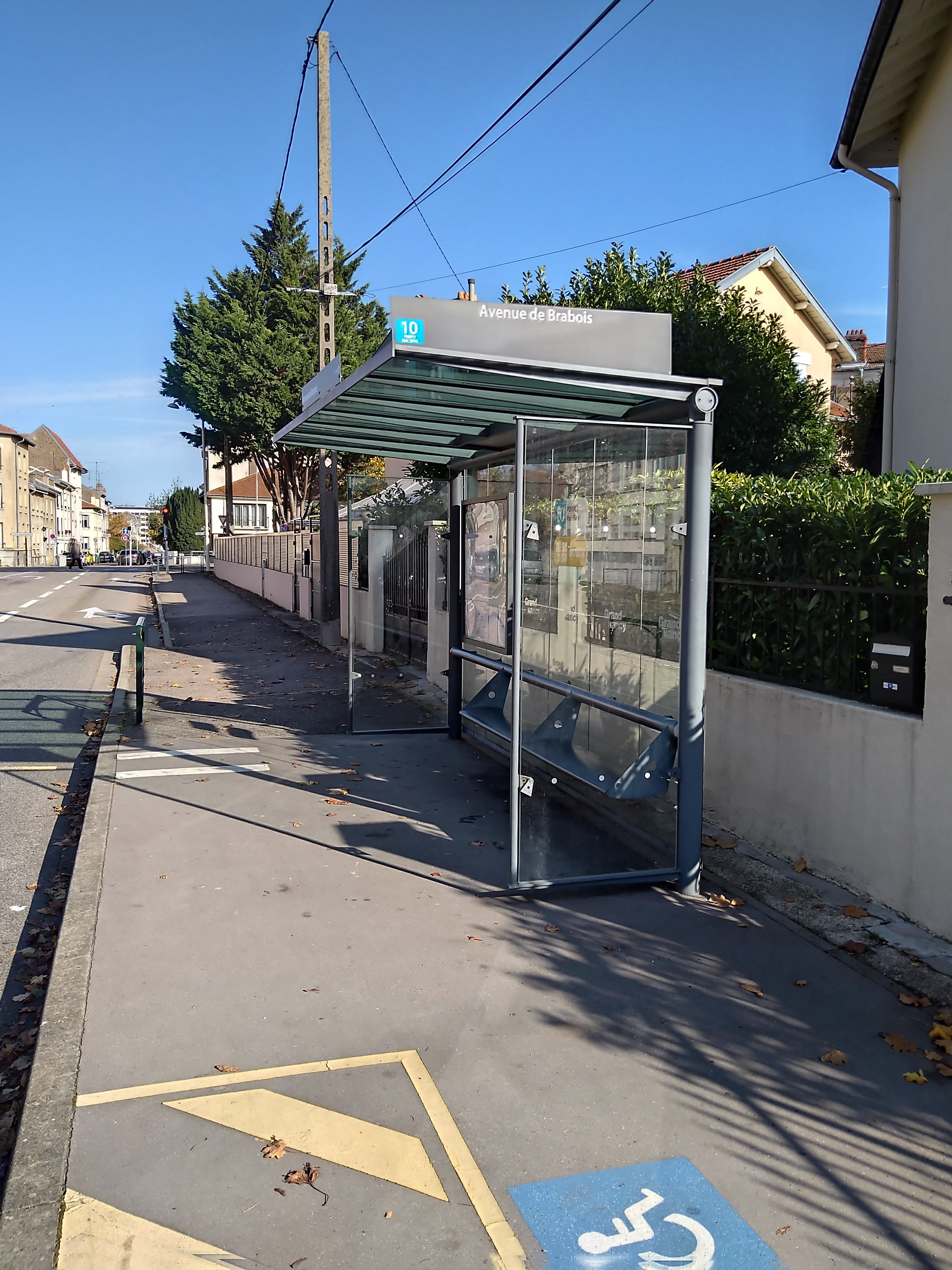
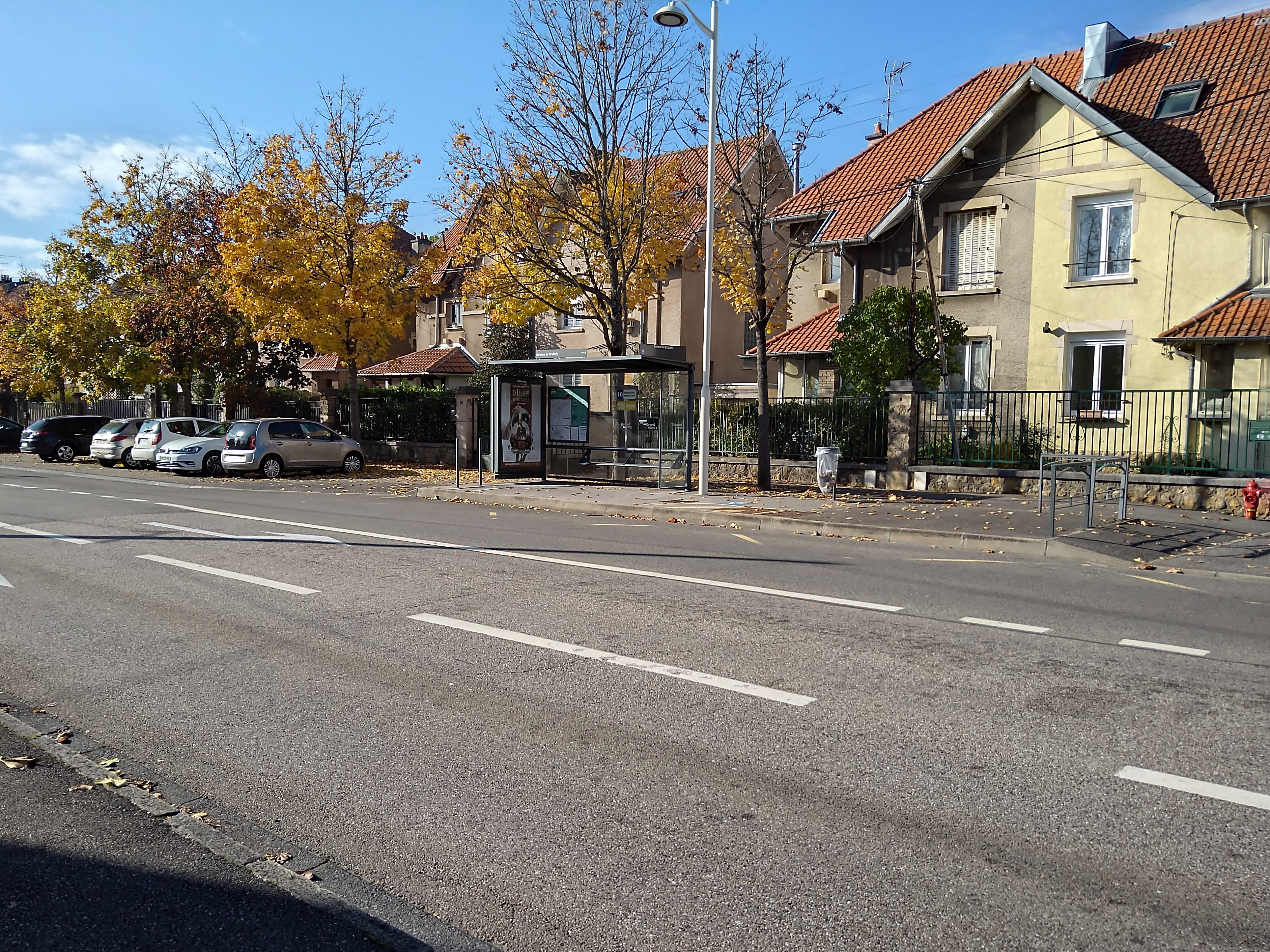
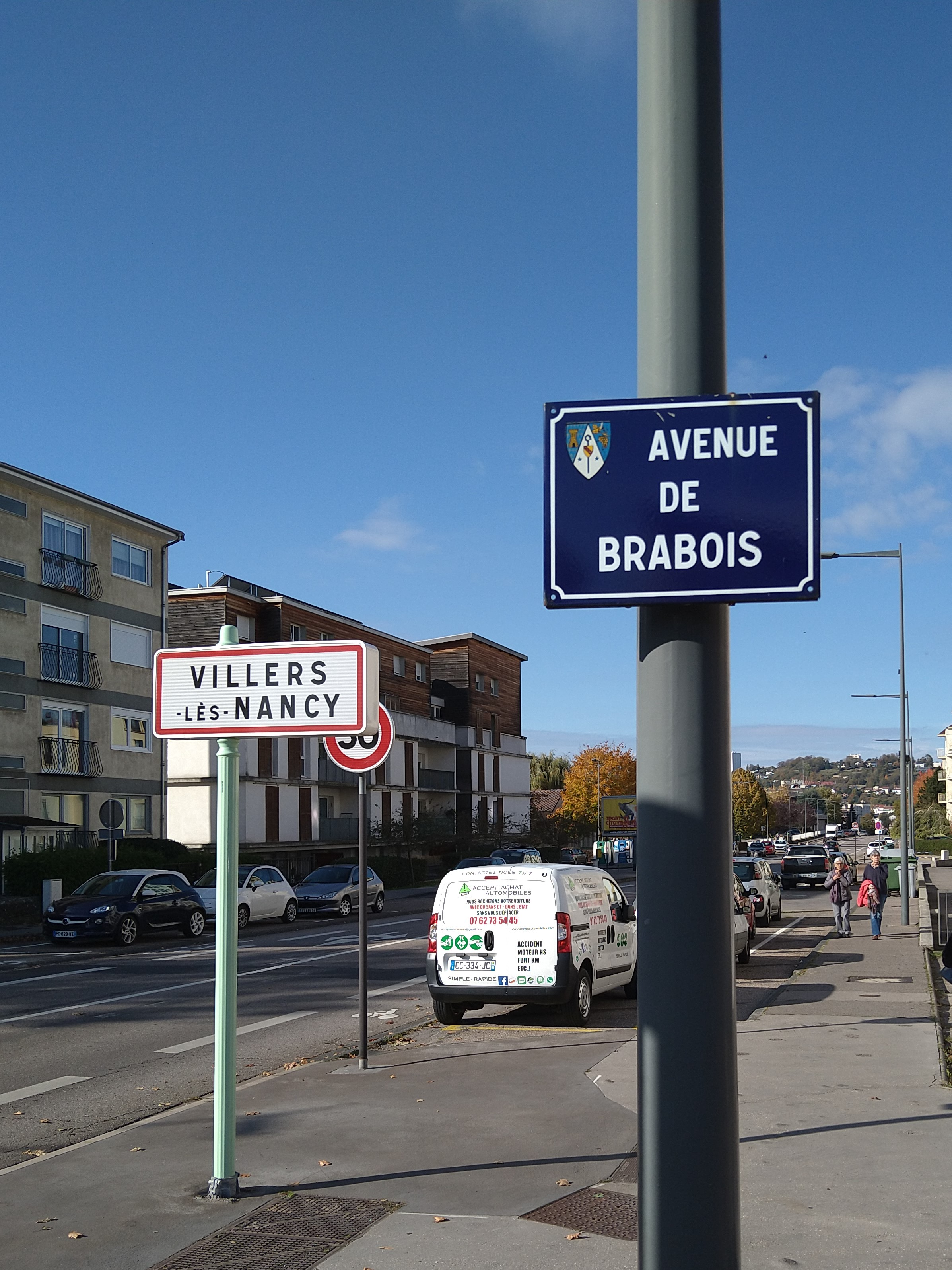

## Origine du nom
Elle porte ce nom car elle se dirige vers le château de Brabois. En poursuivant au-delà de cette avenue, on arrive au château 
et à son vaste parc.

## Historique
Cette avenue et la rue Vauban sont formées par un ancien chemin particulier qui menait jadis au château de Rémicourt à Villers.
Elle fait partie du lotissement de la Chiennerie réalisé en 1929-1931. Elle suit l'ancien tracé du chemin vicinal dit de la Chiennerie parce qu'il longeait le chenil des ducs de Lorraine.
Elle a eu pour ancien nom chemin de Rémicourt. Classée en 1934, elle est dénommée en 1937.

## Bâtiments remarquables et lieux de mémoire
Côté Nancy :
- no 33 : Collège Louis Armand[3].

Côté Villers :
- no 40bis : Église évangélique[4].
- no 46 : Bâtiment Suffren réhabilité en 2018 par des étudiants de l'école nationale supérieure d'architecture de Nancy[5].

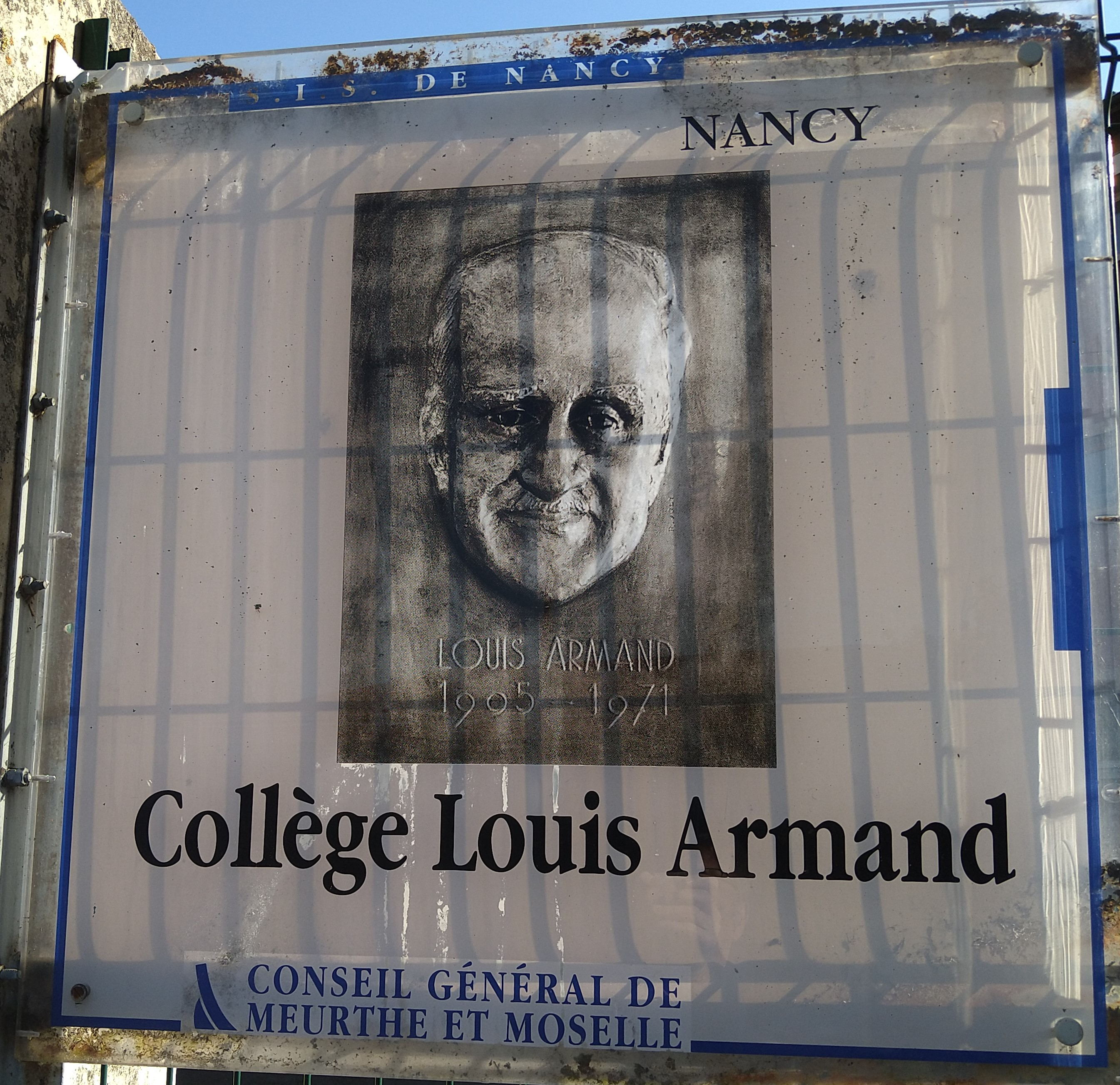
no 33
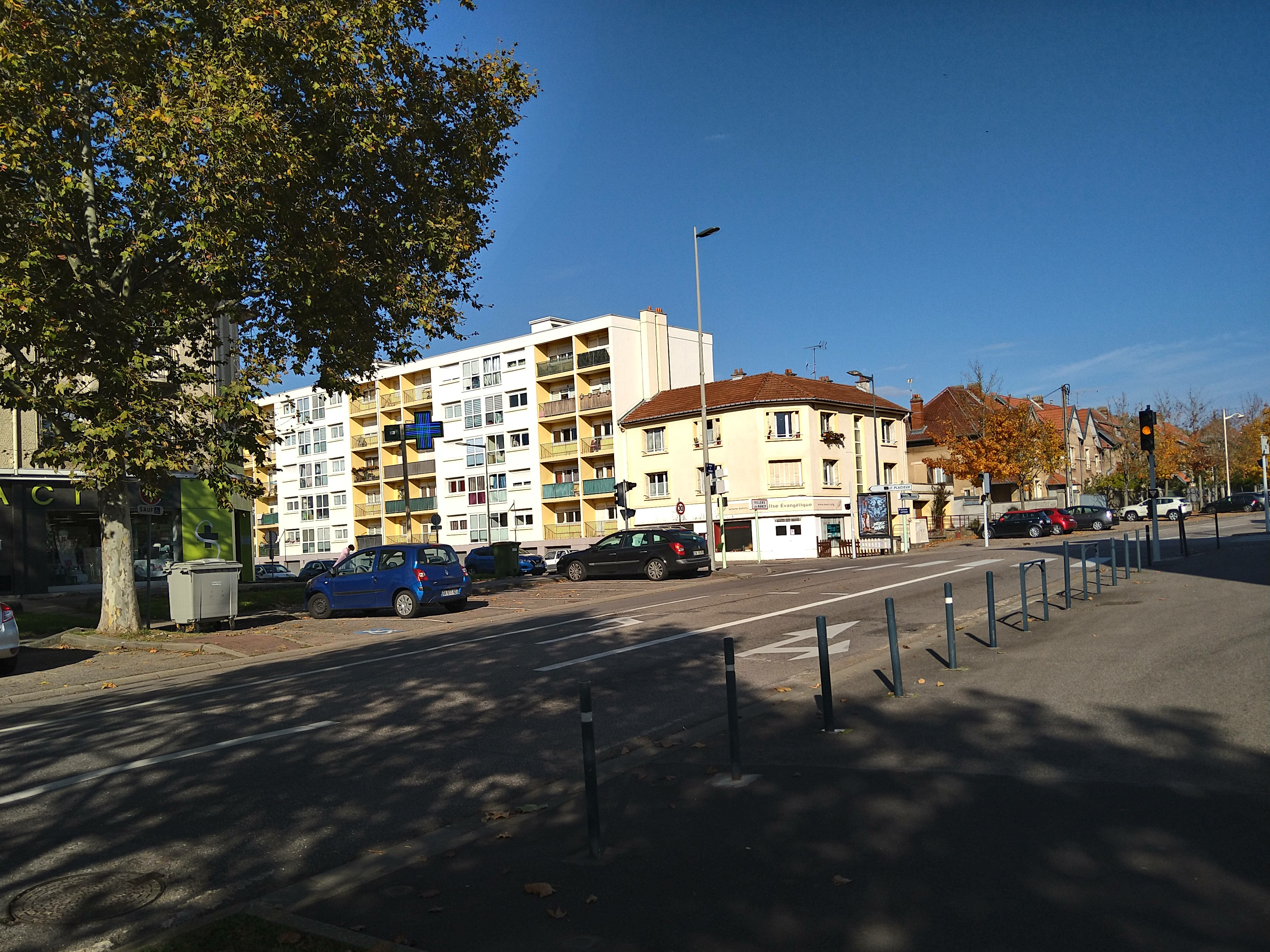
no 40bis
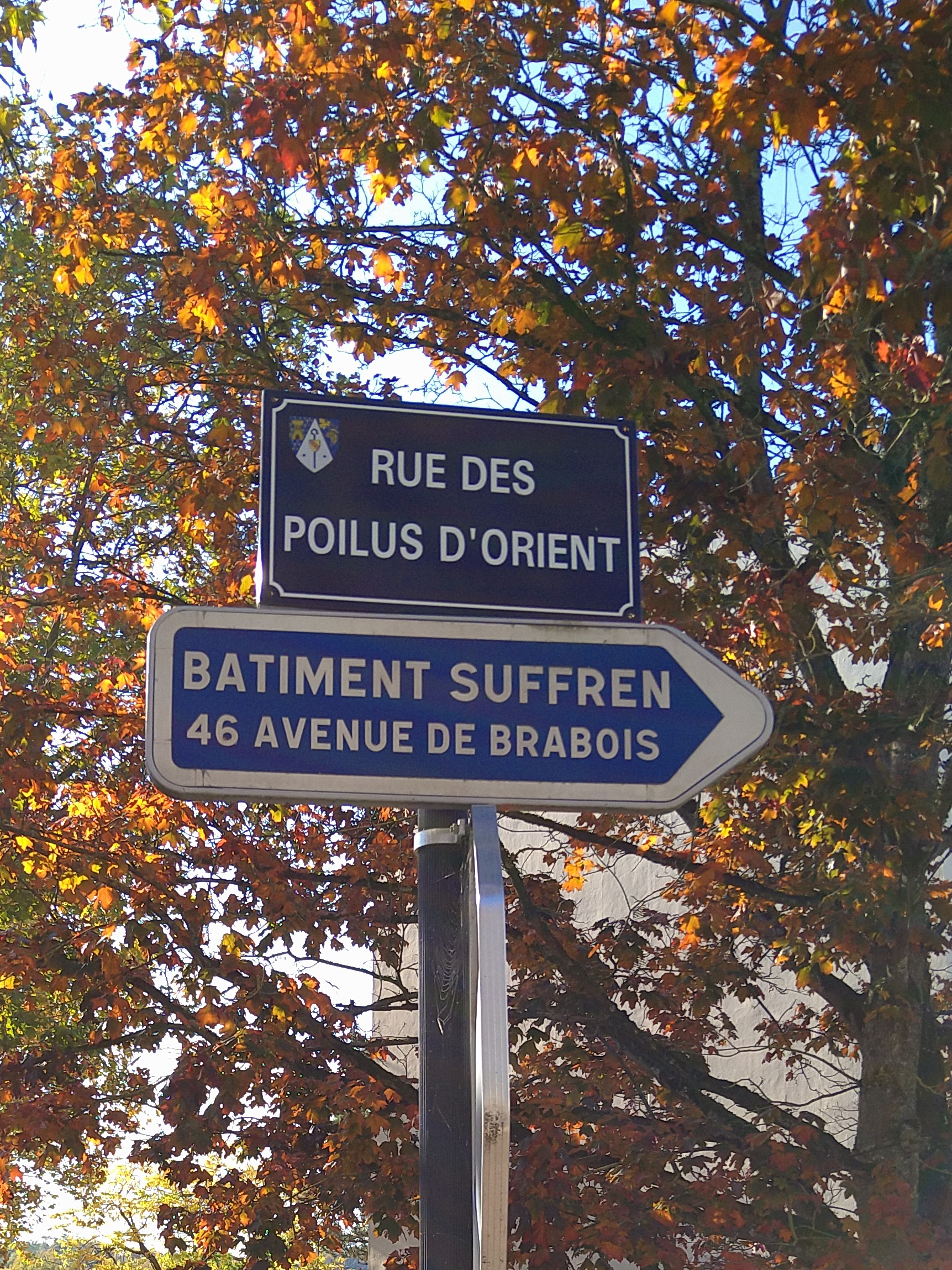
no 46